# Majnik
Majnik je priimek več znanih Slovencev:
- Andrej Majnik (1893—1975), dirigent, zborovodja, član organizacije TIGR
- Anton (Tone) Majnik (1905—1943), učitelj, član organizacije TIGR in partizan
- Ivo (Ivan, Juan) Majnik - Džems (1922—1986), partizan prvoborec, komandant udarne brigade »Ivan Cankar«...
- Jan Majnik, filmski snemalec, filmski grafik/vizualni um., producent (v Stockholmu 2014-)
- Janez Nepomuk Majnik (1803—1877) duhovnik in sadjar
- Janko Majnik (1918—2000), jugoslovanski podmorničar, izseljenski delavec in publicist (Avstralija)
- Jure Majnik, hokejist  (drug = kolesar)
- Leopold Majnik, glasbenik, pedagog, ustanovitelj »Majnikov«, enega najstarejših zabavnoglasbenih ansamblov v Idriji  (ok. 1900)
- Lidija Majnik (*1953), bibliotekarka in političarka (poslanka)
- Marija Majnik - Majda (1909—1997), učiteljica, članica organizacije TIGR...
- Stanko Majnik (1923—1999), kronist, domoznanec, filatelist (Idrija)
- Zdravko (Valentin) Majnik, telovadni učitelj zadnjega jugodlovanskega kralja Petra II. pred 2.sv.v.